# Günther Möhring
Günther Möhring (* 25. November 1936 in Gera; † 14. Januar 2006 in Berlin) war ein deutscher Schach- und Go-Spieler.

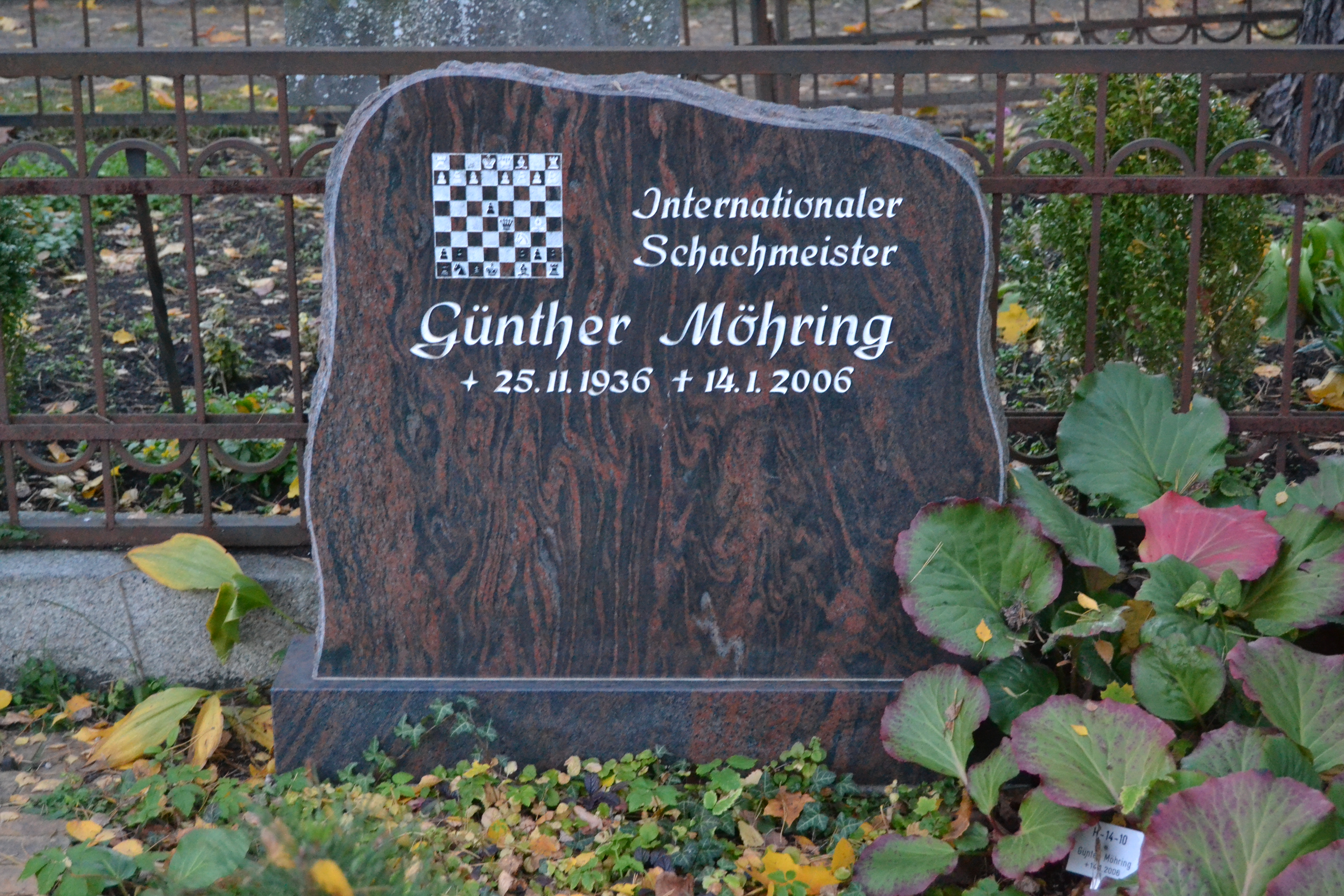
Grab Günther Möhrings auf dem Evangelischen Friedhof von Berlin-Friedrichshagen.

Möhring war seit 1976 Internationaler Meister im Schach. Er erlernte das Schachspielen, als er zehn Jahre alt war. Von Beruf war er Mathematiklehrer.
1955 wurde er geteilter Zweiter bei der, damals noch gesamtdeutschen, Jugendmeisterschaft. Aber auch im Fernschach war der in Halle (Saale) wohnende Möhring erfolgreich: Er gewann die Jugendmeisterschaft, die von 1956 bis 1958 ausgetragen wurde. Sein größter Erfolg im Nahschach war die DDR-Meisterschaft 1963. Mit der Nationalmannschaft der DDR spielte er bei der Schacholympiade 1964 in Tel Aviv am zweiten Reservebrett, wo er mit 11 aus 13 das beste Ergebnis holte. 1968 wurde er mit seiner Mannschaft Buna Halle, erneut im Nahschach, DDR-Pokalsieger. Er wechselte später zu Chemie Lützkendorf und spielte dort an Brett 1, später zu AdW Berlin. Anfang der 1990er Jahre spielte Möhring für den PSV/BSV Wuppertal, er war zuletzt Mitglied bei Chemie Weißensee und dort Spieler und Trainer.
Im Jahr 1968 wurde er DDR-Meister im Go.
Möhrings letzte Elo-Zahl betrug 2294, seine höchste Elo-Zahl von 2450 erreichte er im Mai 1974.